# 유엔 무역 개발 회의
유엔 무역 개발 회의(國際聯合貿易開發會議, United Nations Conference on Trade and Development, 약칭 UNCTAD)는 1964년 설립된 유엔의 정부간 협의체이다. 개발도상국의 경제 개발 촉진과 남북 문제의 경제 격차 시정을 위해 유엔이 마련한 회의에서 설립한 유엔 보조 기관이다. 사무국은 스위스의 제네바에 있으며 4년에 한 번 개최된다. 현재 194개 회원국이 있다.

## 개요
1964년 유엔 무역 개발 회의의 주요 성과 중 하나는 GSP 시스템 의 개념과 구현이었다. 유엔 무역 개발 회의는 개발도상국의 공산품 수출을 촉진하기 위해서는 그러한 수출에 대한 특별 관세 양허가 필요하다고 생각했다. 이러한 관점을 수용한 후 선진국에서는 GSP 제도를 수립하게 되었다. 즉, 개발도상국에서 수출하는 일부 농산물이 선진국에서 면제되거나 가격이 인하되는 것이다. 다른 선진국에서 이러한 상품을 수입하면 정상 세율이 적용되기 때문에 개발 도상국에서 수입되는 동일한 상품은 경쟁 우위를 갖는다.
1964년 유엔 무역 개발 회의의 설립은 개도국의 국제시장 중심, 다국적 기업, 선진국과 개도국의 거대한 격차에 기반을 두고 있었다. 유엔 무역 개발 회의의 목적 중 하나는 개발도상국이 경제 발전과 관련된 문제를 논의할 수 있는 포럼을 제공하는 것이였다. 유엔 무역 개발 회의에는 400명의 직원이 있으며 유엔 상설기관이다. 1963년 이후 3번의 준비위원회를 거쳐 1964년에 설치된 것이다. United Nations Conference on Trade and Development의 약칭인 UNCTAD는 확대일로에 있는 선·후진국 간의 경제적 격차 시정을 꾀해 그 원인과 대책을 검토하고 권고하는 역할을 담당하며, 64년 3월 제네바에서 124개국이 참가하여 제1회 총회를 연 바 있다. 68년에 다시 뉴델리의 제2회 총회를 거쳐 71년 하반기부터는 EC 및 선진 각국이 UNCTAD 특혜관세 제도를 실시했다.

## 개최지
1. 1964년 스위스 / 제네바
2. 1968년 인도 / 뉴델리
3. 1972년 칠레 / 산티아고
4. 1976년 케냐 / 나이로비
5. 1979년 필리핀 / 마닐라
6. 1983년 세르비아 / 베오그라드
7. 1987년 스위스 / 제네바
8. 1992년 콜럼비아 / 카르타헤나
9. 1996년 남아프리카 공화국 / 요하네스버그
10. 2000년 태국 / 방콕
11. 2004년 브라질 / 상파울로
12. 2008년 가나 / 아크라
13. 2012년 카타르 / 도하
14. 2016년 케냐 / 나이로비
15. 2021년 바베이도스 / 브리지타운

## 역대 사무총장
| No | 이름 | 이름                   | 재임기간             | 국적       | 비고     |
| -- | ---- | ---------------------- | -------------------- | ---------- | -------- |
| 1  |      | 라울 프레빗슈          | 1963년 - 1969년      | 아르헨티나 |          |
| 2  |      | 마누엘 페레스 = 게레로 | 1969년 - 1974년      | 베네수엘라 |          |
| 3  |      | 가마니 꼬레아          | 1974년 - 1984년      | 스리랑카   |          |
| 4  |      | 아리 스타 맛킨타이아   | 1985년               | 그라나다   | 총장대행 |
| 5  |      | 케네스・K・S・다지     | 1986년 - 1994년      | 가나       |          |
| 6  |      | 카를로스 포르틴        | 1994년 - 1995년      | 칠레       | 총장대행 |
| 7  |      | 루벤스 리쿠베로        | 1995년 - 2004년      | 브라질     |          |
| 8  |      | 카를로스 포르틴        | 2004년 - 2005년      | 칠레       | 총장대행 |
| 9  |      | 수파차이 파닛차팍      | 2005년 - 2014.8.31   | 태국       |          |
| 10 |      | 무키사 키투이          | 2014.9.1 - 2021.2.15 | 케냐       |          |
| 11 |      | 레베카 그린스판        | 2021.9.13 - 현재     | 코스타리카 |          |

## 같이 보기
- 직접 투자
- 국제무역
- 세계 개발 정보의 날